# Lysimaque
Pour les articles homonymes, voir Lysimaque (homonymie).
Lysimaque (en grec ancien Λυσίμαχος / Lysimakhos), né vers 361 av. J.-C. et mort à la bataille de Couroupédion en 281, est un général macédonien et l'un des Diadoques d'Alexandre le Grand. Garde du corps (sômatophylaque) du roi, il devient gouverneur de Thrace par les accords de Babylone puis prend le titre royal à partir de 304. Il est roi de Macédoine de 285 à 281 après avoir évincé son ancien allié Pyrrhus. Durant les guerres des Diadoques, il fait partie de la coalition formée contre Antigone le Borgne puis il lutte contre Séleucos qui finit par le vaincre.
Il n'apparaît pas avoir joué un grand rôle dans la première partie des guerres des Diadoques (322-311) étant occupé à consolider son pouvoir en Thrace face aux incursions des Gètes notamment. Après la bataille d'Ipsos (301) remportée face à Antigone, il domine la quasi-totalité de l'Anatolie. Il fait exécuter son fils Agathocle vers 283 sur les conseils de sa troisième épouse Arsinoé II afin d'ouvrir la voie de la succession à ses enfants. Ces querelles matrimoniales entraînent finalement sa chute.

## Biographie

### Sous le règne d'Alexandre
Né dans une famille thessalienne bien considérée par Philippe II, Lysimaque, qui a obtenu la naturalisation macédonienne, a très probablement été élevé à la cour de Pella. Il accompagne Alexandre le Grand dans la conquête de l'Empire perse et en devient, dès le début du règne en 336 av. J.-C., l’un des gardes du corps (sômatophylaques) du roi, mais sa véritable ascension politique date des dernières années du règne.
Il apparaît être un personnage cultivé : il est un proche de Callisthène et plus tard des philosophes cyniques. Un témoignage de Justin laisse entendre que Lysimaque, s'est opposé à Alexandre en aidant à mourir Callisthène, coupable de crime de lèse-majesté, par le poison pour abréger ses souffrances, et qu'il a été lui-même livré aux lions, mais qu'ayant terrassé le fauve, il serait devenu un favori du roi. Lors de la campagne d'Inde, il est par mégarde blessé par la lance d'Alexandre ; mais celui-ci place son diadème pour comprimer le saignement. Justin écrit que c'est pour Lysimaque « le premier signe annonciateur de la majesté royale ».

### Durant les guerres des Diadoques
Lors des accords de Babylone qui suivent la mort d'Alexandre en 323 av. J.-C., Lysimaque reçoit le gouvernement de la Thrace et de la Chersonèse de Thrace qui offre une position stratégique sur l'Hellespont à la jonction de la Macédoine et de l'Anatolie. Justin écrit à ce sujet qu'ont été confié « les peuples les plus sauvages (...) au plus courageux de tous ». La Thrace n'est pas une satrapie mais une province annexée par Philippe II séparé de la Macédoine pour être confiée à Lysimaque, un militaire énergique, car elle est menacée par l'insurrection des tribus thraces. Perdiccas entend également soustraire la région à l'influence d'Antipater.
Il entame néanmoins un rapprochement avec Antipater en épousant, à une date inconnue, sa fille Nikaia. À la mort du régent de Macédoine, il soutient son fils Cassandre. À la même période, il vainc Seuthès III, roi des Odryses (une tribu thrace), avec lequel la paix dure jusqu'en 313, ainsi que les Scythes. Il en profite pour étendre sa domination sur les cités grecques de l'Hellespont et y implanter des bases navales.
En 315, il se joint à la coalition réunissant Séleucos, Ptolémée et Cassandre contre Antigone le Borgne. Ce dernier entend rétablir à son profit l'empire d'Alexandre, il assiège Tyr et contrôle toute la Syrie à la fin 314. Un ultimatum exige d'Antigone qu'il cède la Phrygie hellespontique à Lysimaque qu'il n'a jamais possédé. Mais Antigone, qui se proclame « libérateur des cités grecques », incite les cités du Pont-Euxin occidental à se révolter. Lysimaque reprend les cités une à une et repousse Antigone ; néanmoins il ne peut pas intervenir en Grèce aux côtés de son allié Cassandre. Lysimaque doit aussi au même moment faire face aux incursions des Gètes (les Daces pour les Romains) sur la frontière septentrionale. En 311, il est contraint de conclure une paix avec Antigone, reconnu maître de « toute l'Asie ».
En 309, il fonde par synœcisme Lysimacheia en Chersonèse. Il la fait peupler avec des habitants de la cité de Cardia qu'il fait détruire. Par la fondation de cette nouvelle capitale, Lysimaque démontre son ambition à contrôler l'Hellespont tout en continuant à regarder vers la Grèce et la Macédoine, de plus Lysimaque revêt ici la figure du roi bâtisseur, et s'inscrit dans cette tradition prestigieuse.

### Roi de Thrace

#### Lutte contre Antigone

Les royaumes des Diadoques en 301 av. J.-C.

En 304 av. J.-C., suivant l’exemple d'Antigone le Borgne et des autres Diadoques, Lysimaque se proclame roi (basileus) de Thrace. La même année, il organise avec Ptolémée et Cassandre le ravitaillement de Rhodes assiégée par Démétrios. En 302, il se joint à la dernière coalition réunissant Séleucos, Ptolémée et Cassandre contre Antigone et Démétrios. Étant donné la richesse du royaume d'Antigone et l’importance de son armée, il est nécessaire pour les adversaires d'Antigone de faire la jonction de leurs forces. Lysimaque, par ses campagnes victorieuses, commande une armée aguerrie dont une puissante phalange. Les coalisés organisent donc la défense de la Grèce contre Démétrios afin de permettre à Lysimaque d’attaquer l'Anatolie en attendant les forces de Séleucos et Ptolémée.
Au printemps 302, Lysimaque débarque en Phrygie hellespontique, parvient à éviter Antigone, puis reçoit la soumission des cités d'Ionie, de Lydie, de Carie et de Lycie, dont principalement Éphèse, Colophon et Sardes. Le débarquement de Démétrios à Éphèse durant l’automne 302 met Lysimaque en difficulté. En effet, les renforts envoyés par Cassandre sont défaits, obligeant Lysimaque à se retirer en Bithynie à l'hiver 302-301. Mais la jonction avec l’armée Séleucos retourne la situation en la faveur de la coalition ; bloqué en Cœlé-Syrie, Ptolémée n'a pu joindre ses forces. Antigone est vaincu et tué à la bataille d'Ipsos (en Phrygie) en 301.
Au partage résultant de cette victoire, Lysimaque reçoit la plus grande partie de l'Anatolie jusqu'au Taurus, la partie orientale revenant à Séleucos. Il prend donc en charge l'administration d'une vaste région, ethniquement diverse, comprenant des cités grecques, une aristocratie perse et des peuples indigènes (Lydiens, Phrygiens, etc.). Philétairos, le précurseur de la dynastie attalide, gouverne Pergame de manière indépendante. La Bithynie lui résiste sous la férule de Zipoétès. Il fait rénover les cités d'Ionie dont Éphèse, la cité d’origine s'étant envasée. Il procède à un agrandissement et à un assainissement de la cité en y transférant les habitants de Colophon. En 302, il a aussi profité de la campagne en Anatolie pour épouser Amastris, nièce de Darius III et veuve du tyran d'Héraclée du Pont, et étendre plus encore son influence sur les côtes du Pont-Euxin.

#### Lutte pour la Macédoine

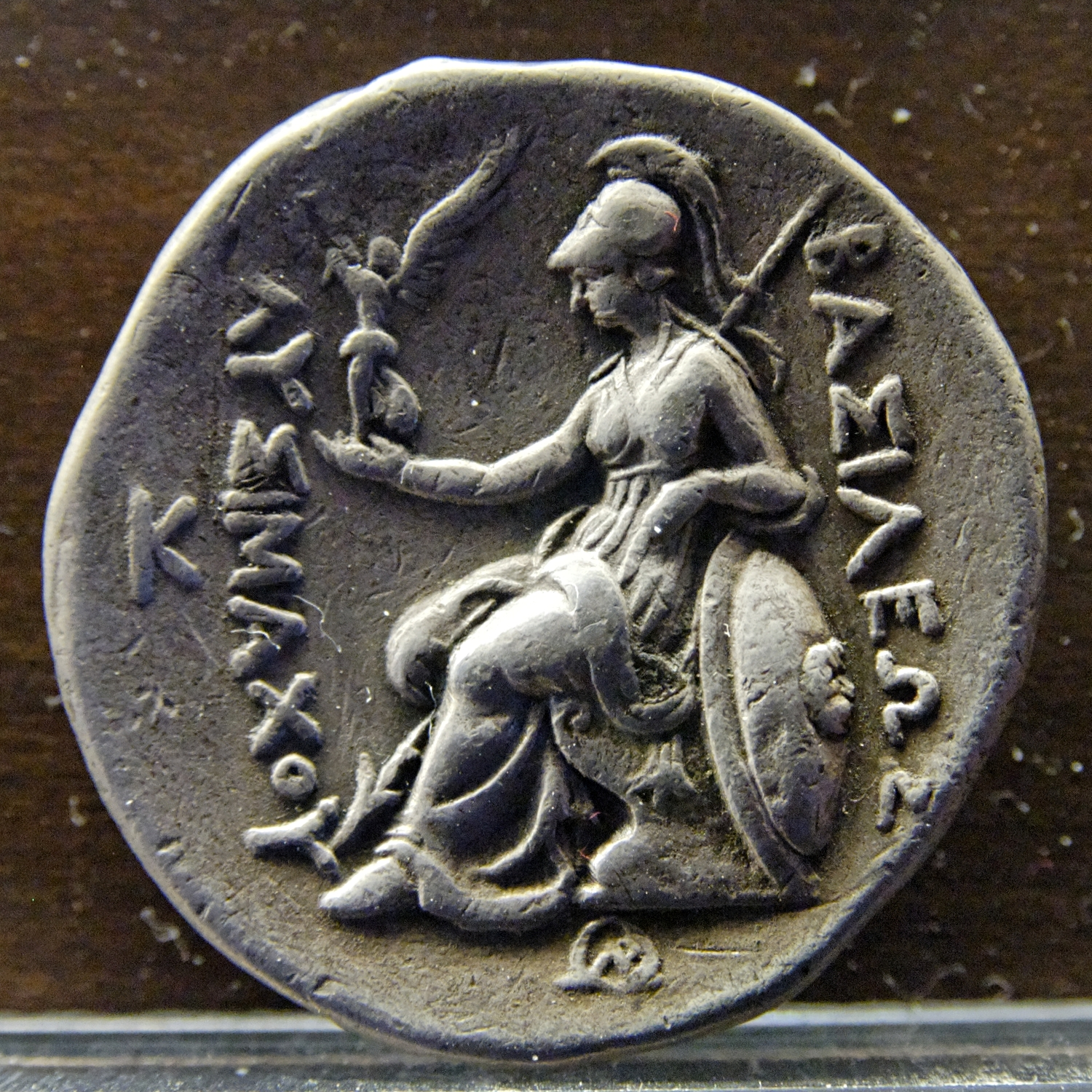
Athéna tenant une Victoire ailée couronnant le nom de Lysimaque. Tétradrachme d'argent du royaume de Thrace.

À la suite de la victoire d'Ipsos, Lysimaque conclut, aux dépens de Séleucos, une alliance avec Ptolémée qui lui offre en 299 av. J.-C. en mariage sa fille Arsinoé II, âgée de 17 ans, tandis que son fils Agathocle épouse Lysandra. Ces deux mariages sont à l'origine de sanglantes querelles de succession. Le divorce d'avec Amastris ne l'empêche pas de conserver la mainmise sur Héraclée du Pont.
Durant l'hiver 292-291, Lysimaque est capturé par les Gètes lors d'une nouvelle campagne aux frontières de la Thrace. Démétrios, qui vient de prendre pied en Macédoine en profite pour envahir la Thrace ; mais l'occupation est de courte durée car celui-ci doit faire face à une révolte des Béotiens et des Étoliens. Lysimaque est libéré au printemps 291 et donne (ou promet) l'une de ses filles en mariage au roi des Gètes. En 288, Lysimaque reprend la lutte contre Démétrios et s’empare de la Macédoine avec l’aide de Pyrrhus, roi d'Épire ; il en chasse Démétrios et laisse pour le moment le trône à son allié. En 285, ambitionnant de régner du Taurus à la Macédoine, il défait Pyrrhus et se fait proclamer, à un âge avancé, roi de Macédoine. Son royaume, véritable empire euro-asiatique, comprend alors la Thrace jusqu'au Danube (excepté Byzance), la Macédoine (excepté Démétrias sous tutelle d'Antigone Gonatas), la Thessalie et l'Asie Mineure (excepté les principautés de Bithynie, du Pont et de Paphlagonie). Les cités de Grèce continentale paraissent bien disposées à son égard par détestation des Antigonides. Il fait à ce moment-là mettre à mort Antipater II, le fils de Cassandre. En 284, Amastris d'Héraclée, sa deuxième épouse, est tuée par ses deux fils qu'il fait aussitôt exécuter.

### Fin de Lysimaque
C'est alors que d'inextricables troubles dynastiques éclatent et mettent fin au règne de Lysimaque. Arsinoé II, son intrigante épouse, parvient en effet à le persuader que son fils aîné et héritier présomptif, Agathocle, conspire contre lui. Il le fait assassiner en vers 283 av. J.-C., laissant la succession aux jeunes fils qu'il a eus d'Arsinoé. Cette mise à mort soulève l’indignation. Les provinces d'Asie Mineure, qui subissent une lourde fiscalité, en profitent pour se soulever. À Pergame, le gouverneur de la cité, Philétairos, fondateur de la dynastie des Attalides, livre sa forteresse et son trésor à Séleucos. Au même moment, Lysimaque renforce son alliance avec les Lagides en mariant en 282 sa fille Arsinoé Ire à Ptolémée II, nouvellement proclamé roi d'Égypte. Séleucos, son voisin asiatique, inquiet de cette alliance et de la mainmise de Lysimaque sur la Macédoine, passe en Asie Mineure sous les encouragements de Ptolémée Kéraunos et de Lysandra qui ont fui la Thrace depuis la mort d'Agathoclès. Lysimaque est lourdement défait en 281 à la bataille de Couroupédion en Lydie. Il y trouve la mort, abandonné sur le champ de bataille par ses fidèles.

### Postérité
La mort de Lysimaque semble avoir été un soulagement pour les cités d'Anatolie soumises à un tribut alors qu'elles en ont été exemptées sous Alexandre et Antigone le Borgne, Séleucos les ralliant facilement à sa cause. Toutefois, une symmachia (coalition militaire entre cités) est fondée entre certaines cités de Thrace et d'Anatolie vers 270. Cette « ligue du nord » rassemble les cités de Byzance et Chalcédoine, auxquelles s'ajoute peut-être Lysimachie. Ce soutien posthume à Lysimaque provient probablement de l'aura militaire due à ses nombreuses victoires et à sa longévité dans la région. Par ailleurs les populations indigènes de Thrace semblent avoir été mal considérées.
Lysimaque nous est surtout parvenu à travers sa légende noire, véhiculée par les souverains lui ayant succédé, notamment les Séleucides. Mais ce sont aussi les historiens comme Plutarque ou Arrien qui ont perpétué cette image tyrannique du souverain grec. D'autres références, comme celle de Montesquieu dans son œuvre Lysimaque, établissent des comparaisons entre des acteurs de l'histoire antique pour critiquer les personnes de leur époque.

## Généalogie

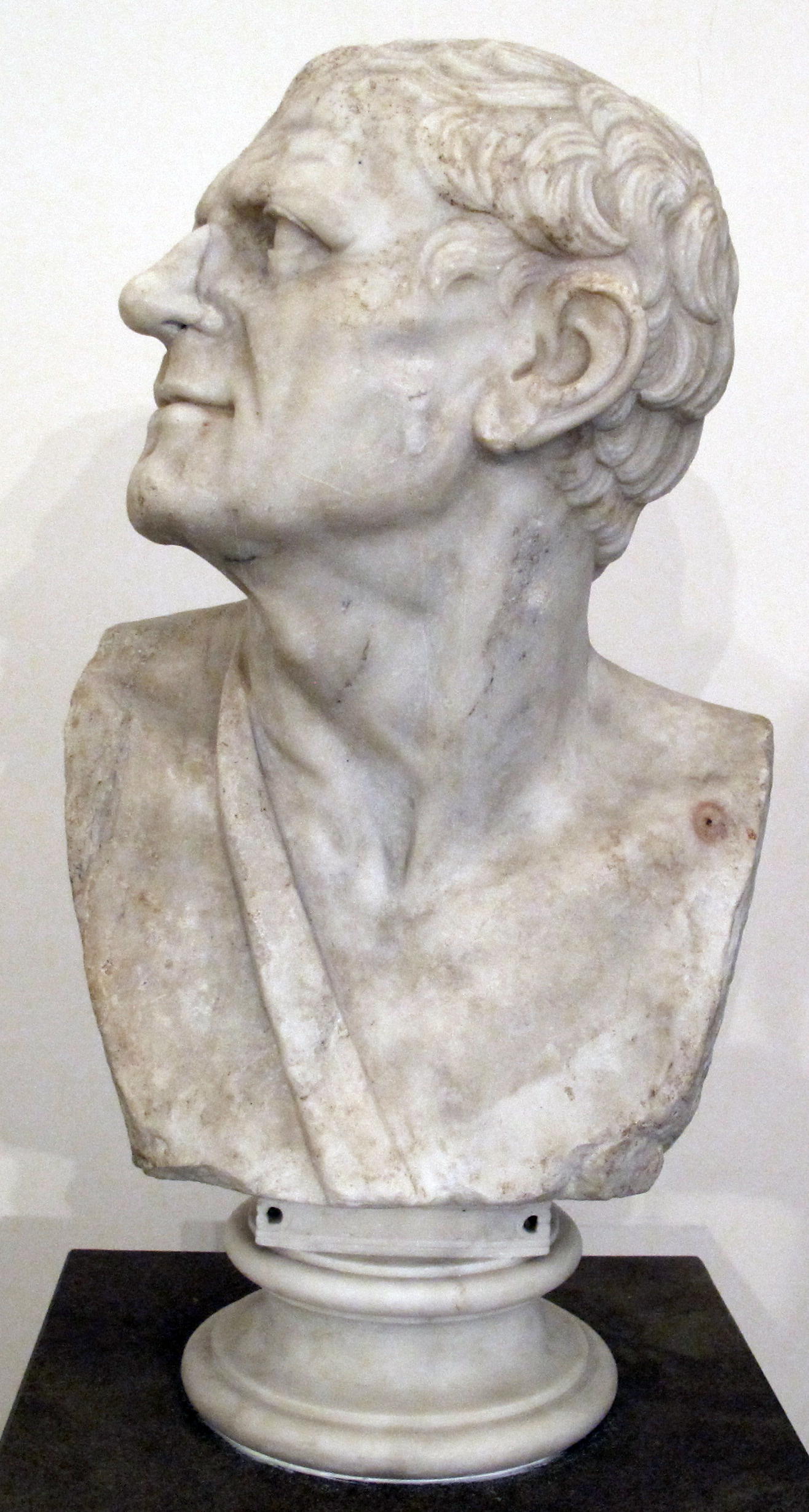
Buste de Lysimaque, copie romaine d'un original du, musée archéologique de Naples.

Vers 321 av. J.-C., Lysimaque a épousé Nikaia, la fille d'Antipater ; de cette union sont nés trois enfants : Agathoclès, Arsinoé Ire (mariée à Ptolémée II) et Eurydice. En 302, il a épousé Amastris, nièce de Darius III et veuve du tyran d'Héraclée du Pont, pour la répudier au profit d'Arsinoé II vers 299, de laquelle naissent Ptolémée de Telmessos, Lysimaque et Philippe. Les deux derniers périssent de la main de Ptolémée Kéraunos en 281. La mort brutale de Lysimaque et les inextricables querelles matrimoniales suscitées par le meurtre d'Agathoclès ne lui ont pas permis de fonder une dynastie, au contraire des Antigonides, des Lagides et des Séleucides.

### Sources antiques
- Diodore de Sicile, Bibliothèque historique [détail des éditions] [lire en ligne], XVIII, 3.
- Justin, Abrégé des Histoires philippiques de Trogue Pompée [détail des éditions] [lire en ligne], XV ; XVII.
- Plutarque, Vies parallèles [détail des éditions] [lire en ligne], Pyrrhus, 12 ; Démétrios, 31, 52.